# Telioneura hypophaea
Telioneura hypophaea là một loài bướm đêm thuộc phân họ Arctiinae, họ Erebidae.